# Clara Luciani
Clara Luciani (Martigues, Bocas del Ródano, Francia, 10 de julio de 1992) es una cantautora francesa.
Su discografía se compone de un extended play (EP), Monstre d'amour, y dos álbumes de estudio: Sainte-Victoire, salido en 2018 y Cœur, publicado en 2021. Se hace primeramente conocer como miembro del grupo de rock francés La Femme, en el cual participó a varias canciones.

## Biografía

### Juventud y comienzos en la música
Nacida el 10 de julio de 1992 en Martigues, en una familia corsa (su abuelo, que no ha conocido, era de Ajaccio), Clara Luciani ha crecido en Septèmes-les-Vallons, en las afueras de Marsella. Antes de vivir de la música, estudia la historia del arte y tiene varios trabajos: en una pizzería, en una tienda de ropa, cuidando niños y dando clases particulares de inglés.
En 2010, conoce a los miembros del grupo La Femme, y llega a ser parte, durante un tiempo, de las voces femeninas. Canta dos títulos del álbum Psycho Tropical Berlín salido en 2013 : «La Femme» e «It's Time To Wake Up». Abandona el grupo[¿cuándo?], y crea el dúo Hologram con Maxime Sokolinski.
En 2015-2016, acompaña en el escenario el cantante francés Raphael para su gira Somnambules..
En diciembre del 2016, la cantante canta en dúo con el rapero Nekfeu en su disco Cyborg, en la canción «Avant tu riais».

### Carrera en solitario

#### Monstre d'amour
En 2017, es la telonera de Benjamin Biolay en su gira. Además, publica su premier extended play, Monstre d'amour. Este EP está grabado con Benjamin Lebeau (The Shoes) y Ambroise Willaume (Revólver) y recibe buenas críticas.

#### Sainte-Victoire
El 6 de abril de 2018, Luciani publica su primer álbum, Sainte-Victoire, el cual recibe una buena recepción en la prensa. Reivindica las influencias de Françoise Hardy, Serge Gainsbourg, Nico, Michel Legrand y Paul McCartney.
El 11 de enero de 2019, es nombrada para las Victorias de la música, en la categoría « Revelación Escena ». Gana esta Victoria de la música el 8 de febrero de 2019. El mismo día publica una reedición limitada del álbum Sainte-Victoire, que incluye cuatro canciones inéditas, en particular una adaptación de «Qu'est-ce que t'es belle», interpretada en dúo con Philippe Katerine, bajo el título «Qu'est-ce que t'es beau».
El 15 de junio de 2019, participa en la emisión La Chanson de l'année en TF1 gracias al éxito de su título «La Grenade».
El 16 de junio de 2019, es la invitada de honor del premio de Diane, una de las carreras de caballos más conocidas en el mundo, en apertura de la cual da un concierto de 54 minutos en el hipódromo de Chantillí.
El 22 de noviembre de 2019 se publica una superedición de Sainte-Victoire que incluye cinco canciones inéditas adicionales, entre las cuales «Ma sœur» que es un verdadero homenaje de Clara a su hermana Léa (igualmente cantante bajo el nombre de escena Ehla y que fue la telonera de su primer concierto al Olympia en abril de 2019).

#### Victorias de la música
El 14 de febrero de 2020, Clara Luciani recibe una Victoria de la música, en la categoría de Artista femenina.

## Instrumento
En algunas de sus canciones, Clara Luciani toca la guitarra acústica o eléctrica (6 y 12 cuerdas).

## Giras
Durante el verano 2018, la gira de conciertos de Clara pasa por varios festivales – Solidays, Days Off, Francofolies de La Rochelle – y sigue durante el otoño y durante el invierno 2018-2019 en Francia y en los países vecinos francófonos.

## Discografía

### EP
| 2017: Monstre d'amour (EP)                                          |
| ------------------------------------------------------------------- |
| 1. Pleure Clara, pleure 2. Comme toi 3. Monstre d'amour 4. À crever |

### Álbumes estudio
| 2018: Sainte-Victoire |
| --- |
| (SCPP ; duración = 35:25) Edición original (naranja) 1. La Grenade 2. La Baie 3. On ne meurt pas d'amour 4. Eddy 5. Les Fleurs 6. Comme toi (ya publicada en EP en 2017) 7. Drôle d'époque 8. Monstre d'amour (ya publicada en EP en 2017) 9. La Dernière Fois 10. Dors 11. Sainte-Victoire |

### Compilaciones y reediciones
| 2019: Sainte-Victoire (reedición) |
| --- |
| (SCPP ; duración = 48:57) Reedición limitada (amarilla) incluyendo 4 canciones inéditas 1. La Grenade 2. La Baie 3. On ne meurt pas d'amour 4. Eddy 5. Les Fleurs 6. Comme toi (ya publicada en EP en 2017) 7. Drôle d'époque 8. Monstre d'amour (ya publicada en EP en 2017) 9. La Dernière Fois 10. Dors 11. Sainte-Victoire 12. Nue (titre inédit) 13. Mon ombre (titre inédit) 14. Qu'est-ce que t'es beau (canción inédita; en duo con Philippe Katerine) 15. Bovary (titre inédit) |

| 2019: Sainte-Victoire ("super-edición") |
| --- |
| (SCPP ; duración = 1h03:36) Reedición (amarillo dorado en versión digipack, naranja como la edición original en versión caja plástica) incluyendo 5 canciones inéditas adicionales 1. La Grenade 2. La Baie 3. On ne meurt pas d'amour 4. Eddy 5. Les Fleurs 6. Comme toi (ya publicado en EP en 2017) 7. Drôle d'époque 8. Monstre d'amour (ya publicado en EP en 2017) 9. La Dernière Fois 10. Dors 11. Sainte-Victoire 12. Nue (canción inédita) 13. Mon ombre (canción inédita) 14. Qu'est-ce que t'es beau (canción inédita ; en dúo con Philippe Katerine) 15. Bovary (canción inédita) 16. Ma soeur (canción inédita adicional) 17. Allô (canción inédita adicional) 18. Emmanuelle (canción inédita adicional) 19. Cette chanson (canción inédita adicional) 20. La chanson de Delphine (canción inédita adicional) |

2021: Cœur
(SCPP ; duración = 37:10)
1. Cœur
2. Le reste
3. Le chanteur
4. Tout le monde (sauf toi)
5. Respire encore
6. Amour toujours
7. J'sais pas plaire
8. Sad & Slow (en dúo con Julien Doré)
9. La place
10. Bandit
11. Au revoir

2022: Cœur Encore
(SCPP ; duración = 49:46)
Reedición con 4 canciones inéditas adicionales.
1. Cœur
2. Le reste
3. Le chanteur
4. Tout le monde (sauf toi)
5. Respire encore
6. Amour toujours
7. J'sais pas plaire
8. Sad & Slow (en dúo con Julien Doré)
9. La place
10. Bandit
11. Au revoir
12. Dansons tant qu'on est vivant (Celebration) (canción inédita adicional ; con Kool & The Gang)
13. C'est l'amour (canción inédita adicional)
14. Mes amis et moi (canción inédita adicional)
15. Bravo tu as gagné (canción inédita adicional)

## Participaciones y colaboraciones
- 2016 : Cyborg de Nekfeu  (únicamente pista 5 : Avant tu riais)
- 2017 : On se sait por cœur de Calogero (dúo en la reedición de su álbum Liberté chérie)
- 2019 : Qu'est-ce qu'on y peut de Pierre Lapointe (dúo)
- 2019 : Toi mon amour de Marc Lavoine
- 2020 : Summer Wine con Alex Kapranos (Originalmente interpretada por Suzi Jane Hokom y Lee Hazlewood en 1966)

### En el grupo La Femme
- 2013 : Psycho Tropical Berlín (únicamente pista 3 : La Femme; y pista 7 : It's Time To Wake Up (2023))